# خاندان تمامی
خاندان تَمّامی خاندانی از علمای شیعه که در دوران افشار، زندیه و قاجار لقب شیخ‌الاسلامی شیراز و توابع آن و رسیدگی به امور شرعی   آن شهر را در اختیار داشتند.
خاندان تمامی در طول یک قرن حضور در شیراز، با برقراری پیوند با خاندان‌های معتبر فارس توانستند رفته رفته قدرت و نفوذ خود را افزایش دهند. آنان در طول این مدت تولیت و نظارت بسیاری موقوفات را به دست آوردند و پایگاه اجتماعی و اقتصادی خود را ارتقا بخشیدند. روندی که با وقوع انقلاب مشروطیت و تأسیس نظام دیوا‌ن‌سالاری متجددانه متوقف شد.
منشاء خاندان تمامی به درستی مشخص نیست. فسایی در فارسنامه ناصری خاندان تمامی را به قبیله تمام قطیف و احساء نسبت می‌دهد و معتقد است که آنان در حدود ۱۱۱۶ هجری قمری به شیراز آمده‌اند. اما  در بین قبایل و طوایف بحرین، قطیف و احساء، طایفه‌ای به نام تمامی وجود ندارد. بنابراین احتمال داده شده که این نام تحول یافته دمام، از بندرهای عربستان سعودی در کنار خلیج فارس، باشد یا چنانچه تمامی نام قبیله‌ای فرض شود، برگرفته از نام قبیله «طی» در شام.
نخستین کسی که از که از این خاندان به منصب شیخ‌‌الاسلامی دست یافت، شیخ محمدعلی تمامی (درگذشته به ۱۱۷۰ هجری قمری) بود. او پس از وفات شیخ محمدامین، شیخ‌‌الاسلام پیشین، به این مقام رسیدند و پس از او به ترتیب پسر و نوه‌اش شیخ محمدباقر و شیخ محمدحسین به شیخ‌‌الاسلامی رسیدند. در دوران فتحعلی شاه، شیخ‌‌الاسلامی شیراز بر عهده شیخ محمدامین برادر شیخ محمدحسین بود. با وفات او در ۱۲۴۹ قمری برادرزاده‌اش ابوالقاسم بن محمدحسین، که در حکم فرزند خوانده او نیز بود، به این مقام دست یافت. او توانست در دوران تصدی خود نفوذ و ثروت خاندان تمامی را افزایش دهد. در این دوران محکمه شیخ‌‌الاسلام‌ها اعتبار و وجهه‌ای بیش از پیش یافت. به دنبال این ترقیات، شیخ محمدحسین، پسر شیخ ابوالقاسم با دختر علی‌اکبر قوام‌الملک شیرازی (۱۲۰۳–۱۲۸۲) حاکم شیراز از خاندان قوام شیرازی، ازدواج کرد. با وفات شیخ ابوالقاسم در سفر زیارتی به مکه در سال ۱۲۸۶ قمری، شیخ محمدحسین که از ۱۲۷۰ نیابت محکمه پدرش را برعهده داشت، رسما شیخ الاسلام شد. عصر او واپسین دوره گسترش نفوذ خاندان تمامی بود.
به‌طور سنتی، علمای خاندان تمامی در مدارس علمیه شیراز تحصیل می‌کردند و هیچ گاه تحصیلات خود را شهرهای دیگر مانند اصفهان و کربلا و نجف پی نمی‌گرفتند.